# Andrea Rizo da Candia

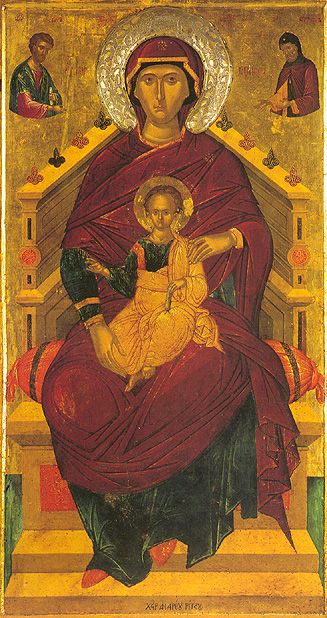
Maestà, 1460-1480 circa, Monastero di Patmos

Andrea Rizo, o Andreas Ritzos (Candia, 1422 circa – Candia, 1498 circa), è stato un pittore greco.

## Biografia

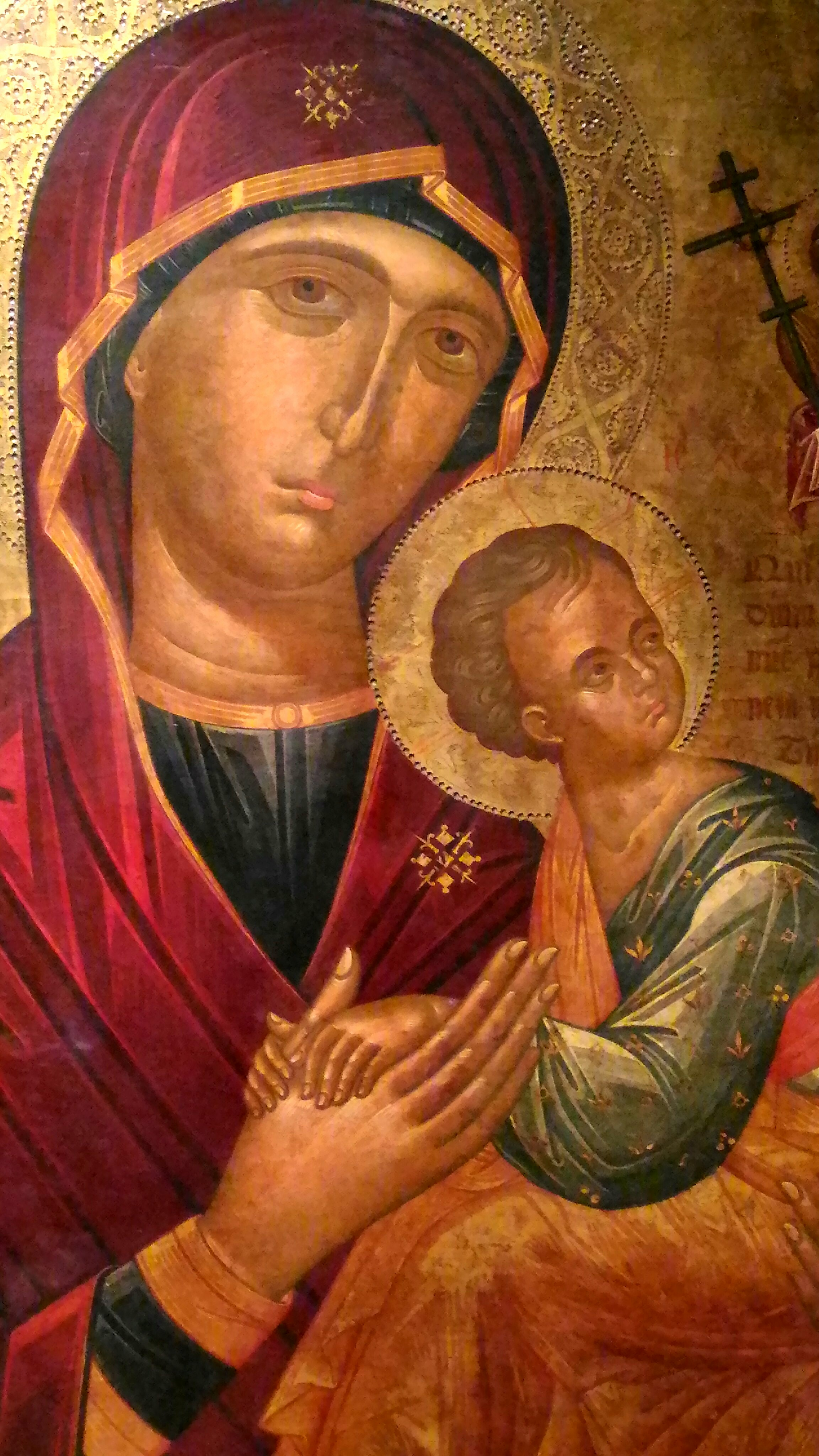
Madonna della passione, quinto decennio del XV secolo, tempera e oro su tavola esposto presso la Galleria nazionale di Parma

Figlio di Nicola Ritzo detto Balzan e di Ergina, seguì le orme paterne come pittore di icone nella città di Candia sull'isola di Creta. Il primo documento che porta il suo nome è datato 27 luglio 1451. Dello stesso anno la sua prima opera ancora presente oggi a Bari un trittico con Madonna della Passione tra i santi San Nicola e San Giovanni evangelista. Nel 1453 fu coinvolto con il padre nelle vicende militari della caduta di Costantinopoli. Nel 1460 sposò Marietta Turlino, e con la madre della sposa cura i vigneti della famiglia. Ebbe da questo matrimonio due figli Nicola e Tommaso. Molte sono le opere artistiche di questo pittore ancora presenti, tra cui il trittico di Bari è uno dei più famosi. Andrea è assieme a suo figlio Nicola, uno dei più importanti pittori della Scuola cretese del Quattrocento. Mario Cattapan avanza l'ipotesi di un viaggio del Rizo a Bari.